# Distretto di Glubokoe
Il distretto di Glubokoe (in kazako: Глубокое ауданы) è un distretto (audan) del Kazakistan con  capoluogo Glubokoe.